# Родината-майка зове
„Родината-майка зове“ (на руски: Родина-мать зовёт!), още „Родината-майка“, е статуя на хълма Мамаев курган, Волгоград, Русия, която е и военен паметник на повратната за хода на Втората световна война битка при Сталинград, водена от юли 1942 до февруари 1943 г. Около статуята е издигнат мемориален комплекс.
Когато паметникът е завършен през 1967 г., той представлява една от най-високите скулптури в света с височина от 85 метра от върха на меча до върха на плинта (основата). Самата фигура е 52 метра, а мечът е дълъг 33 метра и тежи 14 тона. Цялата статуя тежи приблизително 8 хиляди тона (7900 т без основата), от които 5500 тона са бетон, а останалите 2400 са метал. Самата основа е висока само 2 метра. 200 стъпала, символизиращи всичките 200 дни на битката при Сталинград, водят от началото на хълма до билото и до самия паметник.
Водещият скулптор е Евгений Вучетич (известен руски скулптор от сръбски произход), а техническата част по строенето на подобна масивна статуя е поета от Николай Никитин. Образът на статуята е показан и на сегашния флаг, и на герба на област Волгоград.
За модела на статуята позира Валентина Изотова, жителка на града. Тя е избрана от Лев Майщренко – художник, работещ по мемориалния комплекс от началото на 1960-те години.
Според някои източници за образа на статуята е повлияла статуята на богинята на победата – Нике от Самотраки. Маршалът на Съветския съюз Василий Чуйков е погребан в близост до паметника, както и известният снайперист на СССР Василий Зайцев, убил над 300 немски войници по време на битката.
Статуята постепенно се накланя поради промяна в нивото на подпочвените води, което подрива основите. Това накланяне се увеличава все по-бързо. Тя се е изместила с около 20 сантиметра, но е спряла своето накланяне само заради огромното си тегло. Не се очаква да може да се помръдне още 20 см, без да се срути.

## Реставрация през 2019 г.
Проектът за реставрация на статуята е изготвян от 2008 до 2016 г. През октомври 2010 г. започва работа по обезопасяването на статуята. През 2017 г. са извършени аварийни работи: подменени са въжетата вътре в статуята, за да се гарантира нейната стабилност, ремонтиран е интериорът, подменени са осветлението и пожарогасителната система.
През март 2019 г. започва реставрацията на външната повърхност на статуята, която приключва през май 2020 г. по повод 75-годишнината от Победата. За целта около скулптурата са създадени 30 нива скеле, с височина 60 метра и тегло 270 тона. Основните цели са да се почисти статуята от мръсотия и мъх, да се възвърне оригиналният ѝ цвят и да се запечатат пукнатини в бетона, чиято обща дължина по разчети на реставраторите е била 13 километра. Освен това са възстановени части от ръждясала арматура. Така цялостна реставрация на паметника е извършена за първи път.